# (2185) Guangdong
(2185) Guangdong ist ein Asteroid des Hauptgürtels, der am 20. November 1965 am Purple-Mountain-Observatorium in Nanjing entdeckt wurde. 
Der Asteroid ist nach der chinesischen Provinz Guangdong benannt.